# 푸른 꿈은 빛나라
《푸른 꿈은 빛나라》는 한국방송공사 1TV 특집드라마이다.

## 출연진
- 권기선
- 김진란
- 김현주
- 문창길